# Arturo Sordo
Arturo Sordo y Álvarez (1867-1938) fue un arquitecto y escultor asturiano.  Nació en Oviedo, Asturias el 22 de noviembre de 1867, y murió de forma natural en el mes de abril de 1938 en Avilés (Asturias), a los 70 años de edad. Abuelo del artista plástico y diseñador Fernando Sordo.   

## Biografía
Cursó sus estudios en las Escuelas de Bellas Artes de Oviedo, Madrid y Roma, en estas últimas pensionado por oposición y por mérito.
Fue profesor de dibujo, obteniendo diferentes menciones honoríficas en las Exposiciones nacionales de Bellas Artes. Su obra, muy prolífica, la constituyen principalmente panteones, sarcófagos, estatuas, bustos, relieves, etc.
Su sepultura se encuentra en el famoso Cementerio de la Carriona de Avilés.

## Exposiciones colectivas
- 1897 - Exposición Nacional de Bellas Artes

## Obras Públicas
- Monumento a José Francisco Uría, 1919, Plaza de Asturias, Cangas de Narcea (Asturias)
- Monumento a Fernando Casariego, 1929, Tapia de Casariego (Asturias)
- Monumento a Teodoro Cuesta, 1931, Plaza de La Pasera, Mieres (Asturias)
- Monumento a Faustino García Roel, 1932, Campo de la iglesia, Ceceda (Asturias)

## Premios y distinciones
- Mención de Honor en la Exposición Nacional de Bellas Artes